# Tetramorium regulare
Tetramorium regulare är en myrart som beskrevs av Bolton 1980. Tetramorium regulare ingår i släktet Tetramorium och familjen myror. Inga underarter finns listade i Catalogue of Life.